# 30 Minutes
«30 minutes» — третій сингл з альбому «200 km/h in the Wrong Lane» гурту «Тату». 
Відеокліп представляє англійську версію кліпу «30 хвилин», режисером якого був Іван Шаповалов.

## Список композицій

### Європа
CD Single — 2003
- 30 Minutes (Album Version)
- 30 Minutes (RagaMix by That Black Remix)
- 30 Minutes (Enhanced Video)

### Офіційні ремікси
- 30 Minutes (Remix)
- 30 Minutes (Extension 119 Club Vocal)
- 30 Minutes (Genildovisk Eletro Mix)
- 30 Minutes (DJ Kilian Remix)
- 30 Minutes (Alien Dj Remix)
- 30 Minutes (DJ Shaker Bug Beat Mix)
- 30 Minutes (DJ Magic Club Remix)
- 30 Minutes (Analog Digital Remix)
- 30 Minutes (Carelles Remix)

## Позиції в чартах
| Країна                   | Позиція |
| ------------------------ | ------- |
| Hong Kong Top 20 Airplay | 1       |